# ダブルAセントラル
ダブルAセントラル（英語: Double-A Central）は、アメリカ合衆国に2021年のみ存在したマイナーリーグ（MiLB）のプロ野球リーグ。格付けはメジャーリーグ（MLB）の2つ下となるAA級。

## 歴史
2021年のシーズン開幕前に行われたマイナーリーグの再編に伴い、テキサスリーグが名称変更して誕生した。
2022年よりリーグ名が元の「テキサスリーグ」に戻された。

## 所属チーム
2021年
| 地区   | チーム                                                               | MLB提携チーム                  | 創設年 | 加入年 | 本拠地                                                                  |
| ------ | -------------------------------------------------------------------- | ------------------------------ | ------ | ------ | ----------------------------------------------------------------------- |
| 北地区 | アーカンソー・トラベラーズ Arkansas Travelers                        | シアトル・マリナーズ           | 1963年 | 2021年 | アーカンソー州プラスキ郡リトルロック ディッキー・スティーブンズ・パーク |
| 北地区 | ノースウエストアーカンソー・ナチュラルズ Northwest Arkansas Naturals | カンザスシティ・ロイヤルズ     | 2008年 | 2021年 | アーカンソー州ベントン郡スプリングデール アーベスト・ボールパーク       |
| 北地区 | スプリングフィールド・カージナルス Springfield Cardinals             | セントルイス・カージナルス     | 2005年 | 2021年 | ミズーリ州グリーン郡スプリングフィールド ハモンズ・フィールド           |
| 北地区 | タルサ・ドリラーズ Tulsa Drillers                                    | ロサンゼルス・ドジャース       | 1977年 | 2021年 | オクラホマ州タルサ郡タルサ オネオック・フィールド                       |
| 北地区 | ウィチタ・ウィンドサージ Wichita Wind Surge                          | ミネソタ・ツインズ             | 2020年 | 2021年 | カンザス州セジウィック郡ウィチタ リバーフロント・スタジアム             |
| 南地区 | アマリロ・ソッドプードルズ Amarillo Sod Poodles                      | アリゾナ・ダイヤモンドバックス | 2019年 | 2021年 | テキサス州ポッター郡アマリロ ホッジタウン                               |
| 南地区 | コーパスクリスティ・フックス Corpus Christi Hooks                    | ヒューストン・アストロズ       | 1968年 | 2021年 | テキサス州アランサス郡コーパスクリスティ ワッタバーガー・フィールド     |
| 南地区 | フリスコ・ラフライダーズ Frisco RoughRiders                          | テキサス・レンジャーズ         | 2003年 | 2021年 | テキサス州コリン郡フリスコ ドクターペッパー・ボールパーク               |
| 南地区 | ミッドランド・ロックハウンズ Midland RockHounds                      | オークランド・アスレチックス   | 1972年 | 2021年 | テキサス州ミッドランド郡ミッドランド モメンタムバンク・ボールパーク     |
| 南地区 | サンアントニオ・ミッションズ San Antonio Missions                    | サンディエゴ・パドレス         | 1888年 | 2021年 | テキサス州ベア郡サンアントニオ ネルソン・W・ウルフ市営スタジアム        |